# I Hear You Now
I Hear You Now is een single van Jon & Vangelis. Het is afkomstig van hun album Short Stories. Het was de eerste single van hun samen, nadat Jon Anderson al eerder op albumtracks van Vangelis had meegezongen.
Het liefdeslied ging gepaard met B-kant Thunder (2;12); het zijn de enige twee albumtracks waarbij de zang van Jon Anderson “down to earth” blijft; in andere tracks zingt Anderson in zijn zwevende idioom. Wel werd de elpeetrack (5:11) ingekort voor single-uitgave.

## Lijsten

### Top40
| "I Hear You Now" in de Nederlandse Top 40 binnen: week/1980 | "I Hear You Now" in de Nederlandse Top 40 binnen: week/1980 | "I Hear You Now" in de Nederlandse Top 40 binnen: week/1980 | "I Hear You Now" in de Nederlandse Top 40 binnen: week/1980 | "I Hear You Now" in de Nederlandse Top 40 binnen: week/1980 | "I Hear You Now" in de Nederlandse Top 40 binnen: week/1980 | "I Hear You Now" in de Nederlandse Top 40 binnen: week/1980 | "I Hear You Now" in de Nederlandse Top 40 binnen: week/1980 | "I Hear You Now" in de Nederlandse Top 40 binnen: week/1980 | "I Hear You Now" in de Nederlandse Top 40 binnen: week/1980 |
| Week                                                        | 1                                                           | 2                                                           | 3                                                           | 4                                                           | 5                                                           | 6                                                           | 7                                                           | 8                                                           |                                                             |
| ----------------------------------------------------------- | ----------------------------------------------------------- | ----------------------------------------------------------- | ----------------------------------------------------------- | ----------------------------------------------------------- | ----------------------------------------------------------- | ----------------------------------------------------------- | ----------------------------------------------------------- | ----------------------------------------------------------- | ----------------------------------------------------------- |
| Positie                                                     | 32                                                          | 13                                                          | 10                                                          | 8                                                           | 7                                                           | 7                                                           | 15                                                          | 20                                                          | uit                                                         |

### Single Top 100
| "I Hear You Now" in de Nederlandse Single Top 100 binnen: 16-02-1980 | "I Hear You Now" in de Nederlandse Single Top 100 binnen: 16-02-1980 | "I Hear You Now" in de Nederlandse Single Top 100 binnen: 16-02-1980 | "I Hear You Now" in de Nederlandse Single Top 100 binnen: 16-02-1980 | "I Hear You Now" in de Nederlandse Single Top 100 binnen: 16-02-1980 | "I Hear You Now" in de Nederlandse Single Top 100 binnen: 16-02-1980 | "I Hear You Now" in de Nederlandse Single Top 100 binnen: 16-02-1980 | "I Hear You Now" in de Nederlandse Single Top 100 binnen: 16-02-1980 | "I Hear You Now" in de Nederlandse Single Top 100 binnen: 16-02-1980 | "I Hear You Now" in de Nederlandse Single Top 100 binnen: 16-02-1980 | "I Hear You Now" in de Nederlandse Single Top 100 binnen: 16-02-1980 |
| Week                                                                 | 1                                                                    | 2                                                                    | 3                                                                    | 4                                                                    | 5                                                                    | 6                                                                    | 7                                                                    | 8                                                                    | 9                                                                    |                                                                      |
| -------------------------------------------------------------------- | -------------------------------------------------------------------- | -------------------------------------------------------------------- | -------------------------------------------------------------------- | -------------------------------------------------------------------- | -------------------------------------------------------------------- | -------------------------------------------------------------------- | -------------------------------------------------------------------- | -------------------------------------------------------------------- | -------------------------------------------------------------------- | -------------------------------------------------------------------- |
| Positie                                                              | 32                                                                   | 13                                                                   | 11                                                                   | 9                                                                    | 9                                                                    | 23                                                                   | 23                                                                   | 28                                                                   | 48                                                                   | uit                                                                  |

### NPO Radio 2 Top 2000
| Nummer met noteringen in de NPO Radio 2 Top 2000 | '01 | '02 | '03  | '04  | '05  | '06  | '07  | '08  | '09  | '10  | '11 | '12  |
| ------------------------------------------------ | --- | --- | ---- | ---- | ---- | ---- | ---- | ---- | ---- | ---- | --- | ---- |
| I Hear You Now                                   | 885 | 917 | 1409 | 1307 | 1367 | 1459 | 1443 | 1376 | 1608 | 1841 | -   | 1582 |

1. ↑  Een '-' betekent dat het nummer niet was genoteerd en een vetgedrukt getal geeft de hoogste notering aan.
2. ↑  2001 was het eerste jaar met een notering voor dit nummer.
3. ↑  Deze tabel is bijgewerkt tot en met de laatste editie (2024).